# ジョージ・スノー
ジョージ・スノー（George B.Snow）は、アメリカの歯科医師で歯科補綴学者。顔弓の発明者である。

## 略歴
- 1859年 ペンシルベニア大学歯学部を卒業する。
- 1899年 顔弓（フェイスボウ）を開発する。